# Bathypolypodidae
Bathypolypodidae zijn een familie van weekdieren uit de klasse der Cephalopoda (inktvissen).

## Geslacht
- Bathypolypus Grimpe, 1921

### Synoniemen
- Atlantoctopus Grimpe, 1921 => Bathypolypus Grimpe, 1921
- Benthoctopus Grimpe, 1921 => Bathypolypus Grimpe, 1921